# أوسكار روبرتسون
أوسكار روبرتسون (بالإنجليزية: Oscar Robertson) مواليد 24 نوفمبر 1938 في شارلوت، هو لاعب كرة سلة أمريكي سابق تحول إلى التدريب بعد الاعتزال بدأ مسيرته الاحترافية في سنة 1960. يبلغ طوله 6 قدم 5 بوصة (2.0 م). مثّل منتخب بلاده. شارك في مسابقة كرة السلة في الألعاب الأولمبية الصيفية. اعتزل اللعب في 1974.

## فرق لعب لها
- سكرامنتو كينغز
- ميلووكي باكز

## الميداليات
| الميدالية | المسابقة                       |
| --------- | ------------------------------ |
| ذهبية     | الألعاب الأولمبية الصيفية 1960 |

## روابط خارجية
- أوسكار روبرتسون على موقع IMDb (الإنجليزية)
- أوسكار روبرتسون على موقع الموسوعة البريطانية (الإنجليزية)
- أوسكار روبرتسون على موقع إن إن دي بي (الإنجليزية)
- أوسكار روبرتسون على موقع قاعدة بيانات الفيلم (الإنجليزية)
- أوسكار روبرتسون على موقع الاتحاد الدولي لكرة السلة (الإنجليزية)
- أوسكار روبرتسون على موقع إن بي أي (الإنجليزية)
- أوسكار روبرتسون على موقع سبورتس رفرنس (الإنجليزية)
- أوسكار روبرتسون على موقع كلية كرة السلة في سبورتس رفرنس.كوم (الإنجليزية)
- أوسكار روبرتسون على موقع ريلجم (الإنجليزية)
- أوسكار روبرتسون على موقع بروبوليرز (الإنجليزية)
- أوسكار روبرتسون على موقع قاعة المشاهير الجامعة الوطنية لكرة السلة (الإنجليزية)
- أوسكار روبرتسون على موقع سبورتس رفرنس (الإنجليزية)
- أوسكار روبرتسون على موقع أوليمبيديا (الإنجليزية)